# The Cuckoo Clocks of Hell
The Cuckoo Clocks of Hell è il tredicesimo album in studio del chitarrista statunitense Buckethead, pubblicato il 20 aprile 2004 dalla Disembodied Records.
L'album contiene il brano Spokes for the Wheel of Torment, una delle poche canzoni di Buckethead di cui è stato realizzato un videoclip diretto da Syd Garon e da Eric Henry.

## Tracce
Musiche di Buckethead e Dan Monti.
1. Descent of the Damned – 3:07
2. Spokes for the Wheel of Torment – 2:17
3. Arc of the Pendulum – 2:32
4. Fountains of the Forgotten – 3:22
5. The Treeman – 3:40
6. Pylegathon – 2:35
7. Traveling Morgue – 3:18
8. One Tooth of the Time Train – 3:27
9. Bedlam's Bluff – 3:15
10. Beaten With Sledges – 2:52
11. Woods of Suicide – 3:28
12. Yellowed Hide – 3:37
13. Moths to Flame – 3:13
14. The Ravines of Falsehood – 3:11
15. The Black Forest – 2:12
16. Haven of Black Tar Pitch – 3:19
17. The Escape Wheel – 2:52

## Formazione
- Buckethead – chitarra
- Dan Monti – basso, missaggio[2]
- Brain – batteria